# Danska kruna
Kruna je službena valuta Danske, ali i Grenlanda te Ovčjih otoka. Kruna je podijeljena na 100 ørea, a ISO 4217 kod je DKK.

## Povijest
Kruna je uvedena kao službeno sredstvo plaćanje 1873. godine zamjenjujući dotadašnji riksdaler po tečaju 2 krune = 1 riksdaler. Uvođenje krune bio je rezultat osnivanja Skandinavske monetarne unije. U to vrijeme po zlatnom standardu bilo je potrebno 2480 kruna za 1 kg finog zlata.
| Yahoo! Finance: | AUD CAD CHF EUR GBP HKD JPY USD |
| XE.com:         | AUD CAD CHF EUR GBP HKD JPY USD |